# Хацегоптерикс
Хацегопте́рикс (лат. Hatzegopteryx) — род птерозавров из семейства аждархид, живших во времена позднемеловой эпохи (поздний маастрихт, 70,6—66,0 млн лет назад) на территории современной Румынии. Типовой и единственный вид — Hatzegopteryx thambema. Размер найденных черепных фрагментов, левой плечевой кости и других ископаемых остатков указывают, что вид был одним из самых крупных птерозавров. Вид Eurazhdarcho langendorfensis, выделенный в 2013 году, является синонимом вида Hatzegopteryx thambema.

## Этимология

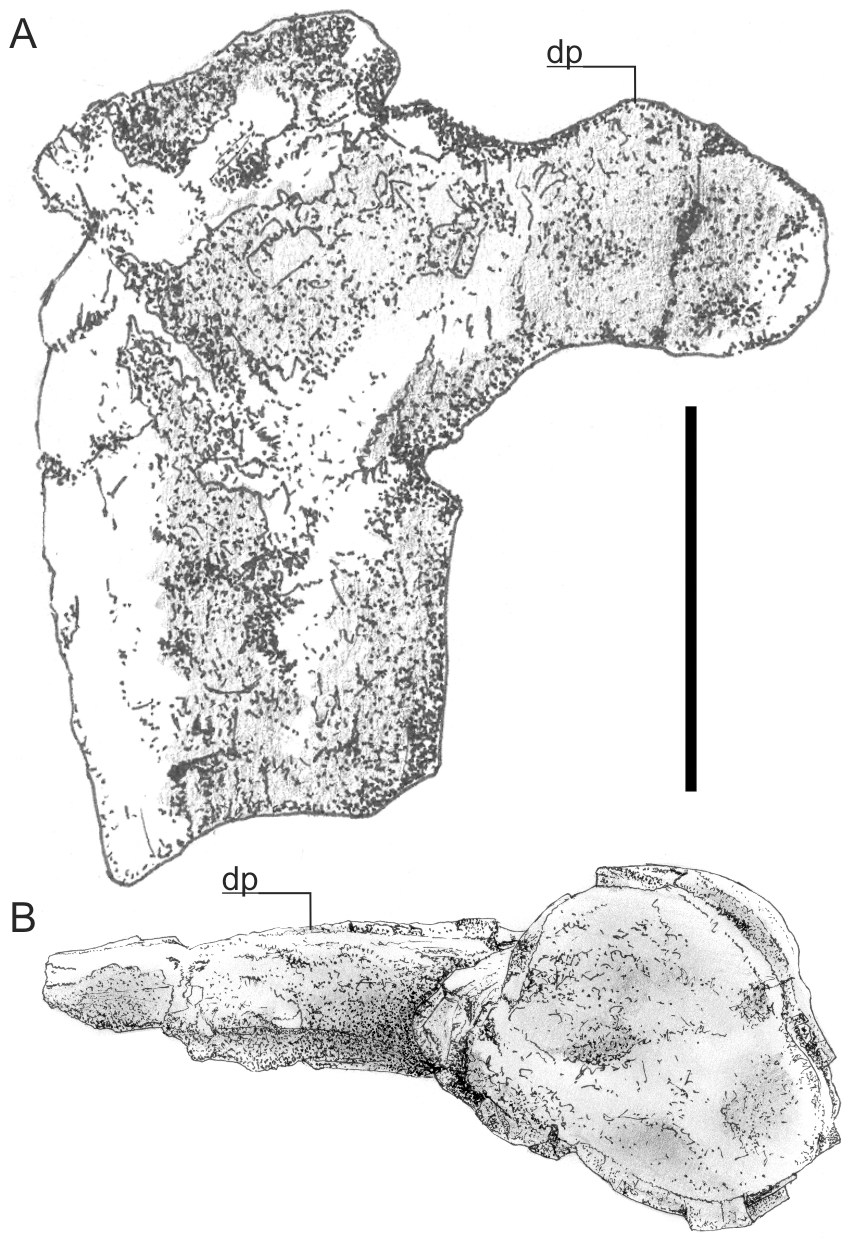
Фрагмент левой плечевой кости

Род назвали в 2002 году французский палеонтолог Эрик Буффето и румынские палеонтологи Дан Григореску и Золтан Чики. Родовое название дано в честь румынского города Хацег (рум. Hațeg) — кости хацегоптерикса были найдены в районе мезозойского острова Хацег. Вторая часть образована от др.-греч. πτέρυξ — крыло. Видовое название thambema образовано от греч. «монстр» и отсылает к размерам хацегоптерикса.

## Описание
Остатки хацегоптерикса найдены в 2002 году в верхнемаастрихтской формации Densus Ciula в западной Румынии. Голотип FGGUB R 1083A, состоит из задней части черепа и повреждённой проксимальной части левой плечевой кости. 38,5-сантиметровый диафиз бедренной кости, найденный поблизости (FGGUB R1625), может также принадлежать хацегоптериксу.

### Череп
Hatzegopteryx thambema, предположительно, имел крепкий расширяющийся к тылу череп и массивные челюсти. Многие ископаемые кости вида сильно схожи с кетцалькоатлем, но у хацегоптерикса был намного более тяжёлый череп и другое сочленение челюстей, похожее на таковое у птеранодона. Сравнивая с другими птерозаврами: никтозавром и анангуэрой, Буффето с коллегами в описании находки дают оценку длины черепа до 3 м, что больше, чем у кетцалькоатля.

### Размеры
Авторы оценивали размер хацегоптерикса, сравнивая фрагмент плечевой кости, 23,6 см длиной, с плечевой костью кетцалькоатля, считающегося самым крупным известным птерозавром. Образец кетцалькоатля TMM 41450-3 имеет плечевую кость длиной 54,4 см. Фрагмент плечевой кости хацегоптерикса меньше половины целой, поэтому она, скорее всего, была немного длиннее кости кетцалькоатля. Размах крыльев последнего был в 1981 году оценён в 12—13 метров, более ранние оценки же говорили о 15—20 метрах. Отсюда авторы заключили, что оценка размаха крыла хацегоптерикса в 12 метров достаточно скромна, «если его плечевая кость была действительно длиннее, чем таковая у Q. northropi». В 2003 году оценки были пересмотрены: размах крыльев — приблизительно 12 метров и длина черепа — свыше 2,5 метра. В 2010 году Марк Уиттон заявил, что кажущееся превосходство размеров плечевой кости хацегоптерикса вызвано её деформацией после отложения в породе, так что, вероятно, его размах крыльев был не больше, чем размах крыльев кетцалькоатля, оцениваемый в настоящее время в 10—11 метров.